# Christoph-Hubert Schütte
Christoph-Hubert Schütte (* 14. Dezember 1944 in Hildesheim) ist ein deutscher Bibliothekar. Er war von 1988 bis 2009 Leitender Bibliotheksdirektor der Universitätsbibliothek Karlsruhe.

## Leben und Wirken
Nach seiner Reifeprüfung am Bischöflichen Gymnasium Josephinum in Hildesheim 1965 und dem Wehrdienst studierte Christoph-Hubert Schütte seit 1967 Maschinenbau an der Universität Hamburg und der Technischen Hochschule Hannover, wo er 1975 die Diplomprüfung ablegte. Im selben Jahr trat er als Bibliotheksreferendar an der Technischen Informationsbibliothek und Universitätsbibliothek Hannover (TIB/UB) in die Ausbildung für den höheren Bibliotheksdienst ein und schloss diese 1977 mit der Fachprüfung am Bibliothekar-Lehrinstitut des Landes Nordrhein-Westfalen ab. Bis 1988 war er dann als wissenschaftlicher Bibliothekar, Fachreferent und Leiter der Erwerbungsabteilung an der TIB/UB Hannover tätig, seit 1980 als stellvertretender Bibliotheksdirektor. 1988 wurde er Leitender Bibliotheksdirektor der Universitätsbibliothek Karlsruhe. Dieses Amt hatte er bis 2009 inne. Während seiner Amtszeit erfolgte der Ausbau und die Modernisierung der Karlsruher Bibliothek, insbesondere auf dem Gebiet der elektronischen Datenverarbeitung. Schütte wirkte außerdem in zahlreichen regionalen und überregionalen bibliothekarischen Gremien mit, ihm oblag die Redaktion bzw. Herausgabe der Bibliothekszeitschrift „B.I.T. online“.
2009 wurde Schütte zum Honorarprofessor der Universität Karlsruhe ernannt. Im Jahre 2010 wurde er mit dem Bundesverdienstkreuz am Bande ausgezeichnet.

## Veröffentlichungen (Auswahl)
- Hochschulbibliothek und hochschuleigene Forschung. Forschungsdokumentation und Forschungsberichtean deutschen Hochschulen. Bibliothekar-Lehrinstitut des Landes Nordrhein-Westfalen, Köln 1977.
- (Mitautor): Online-Literaturrecherche in der Universitätsbibliothek Hannover. Bericht über das von der Deutschen Forschungsgemeinschaft 1978 und 1979 finanziell unterstützte Projekt. In: Zeitschrift für Bibliothekswesen und Bibliographie, Bd. 27 (1980), S. 283–296.
- (Mitautor): Bibliotheksneubauten. Bau-Kolloquium des Deutschen Bibliotheksverbands e.V./ Sektion 4 (Wissenschaftliche Bibliotheken) in Zusammenarbeit mit der Baukommission des Deutschen Bibliotheksinstituts in Göttingen. In: Bibliothek. Forschung und Praxis, Bd. 17 (1993), S. 340–359.
- Bibliotheksservicezentrum Baden-Württemberg. In: EUCOR-Bibliotheksinformationen, Bd. 6 (1995), S. 9–17.
- Die Digitale Bibliothek Baden-Württemberg. Realisierbar aus bereits vorhandenen Bausteinen und weltweit nutzbar. In: B.I.T. online, Bd. 3 (2000), S. 303–312.
- (Mitautor): Offen ohne Ende – die neue 24-Stunden-Bibliothek der Universität Karlsruhe. In: EUCOR-Bibliotheksinformationen, Bd. 29 (2007), S. 16–25.
- „Die digitale Bibliothek“. Antrittsvorlesung vom 1. Juli 2009 an der Hochschule Karlsruhe – Technik und Wirtschaft. In: Jadwiga u. Jürgen Warmbrunn (Hrsg.): Die Kraft der digitalen Unordnung. KIT Scientific Publ., Karlsruhe 2011, S. 11–18, ISBN 978-3-86644-793-6.